# 朱桱
朱桱（1386年10月11日—1415年9月8日），明太祖朱元璋第二十三子，母李賢妃。
洪武二十四年（1391年）受封唐王，在就藩前建造唐王府和王府山。永樂六年八月十二日（1408年9月1日）就藩南陽。永樂十三年（1415年）薨，諡號定王。子靖王朱瓊烴嗣。
1644年甲申之變，流寇李自成攻陷北京，崇祯帝自縊。1645年南京失守，弘光帝被清兵所俘，朱桱的八世孫朱聿鍵、朱聿𨮁先後在福州和廣州稱帝，是為隆武帝、紹武帝。

## 家庭

### 妻妾
- 王妃吳氏，黔國威毅公吳復之孫女。
- 妾孫氏，生新野悼懷王朱瓊燀和河內郡主。朱瓊燀嫡次子朱芝城曾在景泰五年（1454年）四月為祖母孫氏請求夫人的封號，獲准，賜冠服[2]，後事不詳。

### 子女

#### 子
- 庶長子：朱瓊煙，夭折[3]
- 嫡次子：唐靖王朱瓊烴
- 庶三子：新野悼懷王朱瓊燀[4]
- 嫡四子：唐憲王朱瓊炟[5]

#### 女
- 河內郡主